# 李和曾
李和曾（1922年2月11日—2001年1月19日），北京人，中国京劇表演艺术家，工生行，師承高慶奎、周信芳，中國共產黨党员。

## 生平
北平戏曲专科学校（中華戲曲學校）和字科班出身，跟高慶奎先生學藝多年。
后到蘇區的京劇團工作，1949年加入中國共產黨。
中華人民共和國成立后，在文化部戲曲改進局京劇實驗一團工作，1955年中國京劇院（現中國國家京劇院）成立后歷任中國京劇院二團副團長、團長。
1961年12月16日與李少春、徐敏初、明毓琨在北京同時拜師周信芳先生。
曾到澳大利亞、紐西蘭、印度、印尼、缅甸、英國、日本、蘇聯、英屬香港、葡屬澳門等國表演京劇。

## 家庭
他的愛人李憶蘭是京劇、評劇演員，工旦行。

## 傳統劇目
- 《逍遙津》[1]
- 《哭秦庭》
- 《贈綈袍》
- 《轅門斬子》
- 《斬黃袍》
- 《斬馬謖》
- 《李陵碑》
- 《七星燈》
- 《汾河灣》
- 《三娘教子》

## 新編歷史劇目
- 《朱仙鎮》 [1]
- 《三打祝家莊》
- 《生死牌》
- 《摘星樓》
- 《孫安動本》
- 《智斬魯齋郎》
- 《闖王旗》

## 現代戲目
- 《白雲紅旗》 [1]
- 《節振國》
- 《詹天佑》